# Autografo
In filologia, un autografo (dal greco antico autògrafos?, a sua volta da autòs, "stesso" e gràphein, "scrivere", con il senso di 'scritto dallo stesso') è un testo scritto interamente di pugno dall'autore e rappresenta quindi l'originale dell'opera.
Si indica invece con il termine "idiografo" un documento scritto da mano diversa da quella dell'autore, ma sotto stretta sorveglianza di quest'ultimo. Nella filologia italiana, il codice Vaticano Latino 3195 (che racchiude il Canzoniere di Petrarca) è un valido esempio di manoscritto in parte autografo, in parte idiografo per mano di Giovanni Malpaghini.

## Elementi caratterizzanti
Gli elementi fondamentali dell'autografo sono quindi la testimonianza autentica fornita dall'originale dello scritto, sulla quale la critica analizza le eventuali sviste dell'autore, gli inserimenti altrui, i criteri di trascrizione. Non sono giunti fino alla nostra epoca autografi dell'età classica, e quindi il più antico documento in lingua greca appartiene alla tradizione bizantina, risalente al VI secolo d.C. e contenente i versi del poeta Dioscoro di Afroditopoli. Allo stesso periodo risalgono gli autografi in lingua latina di Cassiodoro. La Biblioteca Vaticana conserva gli importanti autografi di Tommaso d'Aquino.

## Estensioni del termine
In accezione più estesa e al di fuori della terminologia filologica, per autografo si intende generalmente la firma di una persona (in particolare di un personaggio famoso), concessa su un qualsiasi supporto – una fotografia, la pagina di un libro ma anche una parte del proprio corpo – alle persone affezionate a qualunque titolo al personaggio stesso, e inclini a caricare la firma di un alto valore simbolico. Molto diffuso è l'hobby di collezionare più autografi.